# (21745) Shadfan
(21745) Shadfan (1999 RX168) – planetoida z pasa głównego asteroid okrążająca Słońce w ciągu 4,23 lat w średniej odległości 2,61 j.a. Odkryta 9 września 1999 roku.